# Rábacsanak
Rábacsanak là một thị trấn thuộc hạt Győr-Moson-Sopron, Hungary. Thị trấn này có diện tích 13,85 km², dân số năm 2010 là 493 người, mật độ 36 người/km².